# Обикновен повет
Обикновен повет (Clematis vitalba) е растителен вид от семейство Лютикови. То е плевелно, храстовидно растение, което се среща и в България.

## Местообитание
Видът се среща в различни части на страната до 2000 m н.в. Обикновеният повет предпочита влажни ареали – в гористите зони край реките, с наличие на по-ниски дървета и храсти. В селищата може да бъде видян върху огради, стълбове и запустели постройки. Поради своята приспособимост към разнообразни външни условия, растението е считано за инвазивно в някои части на света (Нова Зеландия), където се срещат местни представители на същия род.

## Описание
Обикновеният повет е лиана с разклонени и възлести стъбла. Поветът се развива както в хоризонтално, така и във вертикално направление, използвайки най-близката естествена (храсти, дървета) или изкуствена (огради и пр.) структура като опора. Растението има силна коренова система. Листата са сложни, нечифтоперести, разположени един срещу друг на дълги дръжки. Прикрепването на стъблата се подпомага от дългите листни дръжки – те се увиват около всяка подходяща опорна точка в заобикалящата ги среда. Цъфтежът е от края на май до началото на септември. Цветовете образуват метличести съцветия. Тичинките и плодниците са многобройни. Образуват се съплодия; червеникавокафяви плодчета („орехчета“), всяко от които с разперено окосмено стълбче, наречено „хвърчилка“. Хвърчилката дава възможност на отделните плодчета да се разпространяват с помощта на вятъра.

## Употреба
Clematis vitalba бива използван за направата на въжета в Швейцария през Каменната епоха. В Словения, стъблото на растението се използвало за плетене на кошници за лук и за връзване на снопи на различни култури. Особено полезно за връзване на снопи жито, защото гризачите не го прегризват.
В България от стъблата от повет се изплита прост пчелен кошер т.нар. тръвна.

## Други
На павита е наречена улица в квартал „Горна баня“ в София (Карта).